# Magnichela santaremensis
Magnichela santaremensis is een spinnensoort in de taxonomische indeling van de Trechaleidae.
Het dier behoort tot het geslacht Magnichela. De wetenschappelijke naam van de soort werd voor het eerst geldig gepubliceerd in 2006 door E. L. C. Silva & A. A. Lise.